# Beogradska klanica
"Beogradska klanica" je ustaljeni naziv za Klaničko društvo, nekadašnje preduzeće u Beogradu.

## Začeci
Srbija 19. veka je bila poljoprivredna zemlja sa razvijenim stočarstvom i velikim izvozom žive stoke. Kako bi se omogućio izvoz svežeg mesa bilo je potrebno osnovati modernu klanicu. Za tu svrhu je 28. novembra 1895. donet Zakon o potpomaganju klaničkih preduzeća kojim su predviđene mnoge povlastice klaničkim preduzećima: carinske i poreske olakšice, smanjene železničke tarife, besplatno ustupanje zemljišta, kao i prvenstvo pri državnim nabavkama.
Grupa beogradskih trgovaca je već 1. oktobra 1895. osnovala "Srpsko akcionarsko društvo za klanje i preradu stoke" (od 1906. "Klaničko društvo") a istovremeno i "Srpsko akcionarsko društvo za stočni trg". Već naredne godine je na osnovu spomenutog Zakona počela gradnja privremene klanice u Nišu a zatim i one u Beogradu. Kompleks klanice je gradio inženjer Miloš Savčić, kome je to bio prvi industrijski objekt, završen je 1898. na imanju Džehanovo uz Dunav, tj. na prostoru između današnjih ulica Bulevar despota Stefana (jug), put za Pančevo (istok), Poenkareova (sever), pored budućeg Beogradskog pamučnog kombinata (zapad). Podignuti su glavna zgrada, obori, hladnjača, radnički stanovi i drugi pomoćni objekti, kao i sapundžinica, berzanska i poštansko-telegrafska zgrada. Nabavljeni su najsavremeniji austrijski i nemački uređaji. Savčić je u oblikovanju fasade zgrada sarađivao sa arhitektom Danilom Vladisavljevićem.
Od Glavne železničke stanice je 1898-99 napravljena pruga dužine šest kilometara ispod Kalemegdana do stanice Beograd-Klanica, a s kojom je sa druge strane 21. marta 1899. povezana stanica Stočni trg. Stanica Beograd-Klanica je u vreme podizanja prvog Pančevačkog mosta 1936. unapređena u današnju Dunav-stanicu.
Klanica je tokom Prvog svetskog rata 1914-18 pretrpela velika oštećenja na zgradama, a dokumenta i arhiva su odnesena i uništena. Rad je nakon obnove nastavljen već 1919.

## Između dva rata
Na delu imanja Klanice, ka uglu Radničke (Poenkareove) i puta za Stočni trg, 1925. je osnovana fabrika kože "Beli orao". Rad je započela sledeće godine, nakon što je podignuta dvospratna proizvodna zgrada. Fabrika se proširivala 1929, da bi u '30-tim zapala u teškoće - prolazila je kroz više ruku da bi na kraju bila prodata fabrici Bata.
U 1927. godini je odlučeno da se podigne nova klanica i to na Stočnom trgu, zvanom "Hale", na kome su još 1912. bili izgrađeni velika hala i štale. Velika hala je adaptirana u glavnu klaničku zgradu, jedna štala je označena za preuređenje u hladnjaču, takođe su podignuti i drugi pomoćni objekti.
Deo Klaničkog društva je 1929. prešao u svojinu Beogradske opštine i na fabriku kože "Beli orao". Beogradska opština je 1937. kupila celokupnu imovinu Klanice. Kroz klanicu je krajem 1920-tih prolazilo oko 300.000 grla krupne i sitne stoke godišnje, u to vreme je smatrana za komunalni problem zbog nečistoće.
U Šestoaprilskom bombardovanju je porušeno deset zgrada, njihov spisak daje predstavu o aktivnostima Klaničkog društva: Izvozna klanica, Goveđa izvozna klanica, mašinsko odeljenje, zgrada sa mlinom za mlevenje soli, proizvodnja salame, prizemna zgrada sa 14 odeljenja (magacini, garaže, štala sa rampom dužine 100 metara), prizemna zgrada za stočnu vagu, zgrada sa fabrikom konzervi, mesa, za topljenje masti, odeljenje za sušenje mesa i salame, radionica za preradu creva, radionica i kovačnica, zgrada sa generatorom za proizvodnju leda sa ledionicom. Ostali objekti su delimično oštećeni.

## Posle rata
Posle drugog svetskog rata na prostoru Klanice se nalazilo nekoliko preduzeća; prehrambenom delatnošću se bavila samo BIM "Slavija" na prostoru proširene klanice (Stočni trg), današnja adresa Bulevar despota Stefana 115.
Na bivšem jezgru Klanice je 1945. počela gradnja fabrike lekova "Prolek", koja se sirovinama snabdevala iz nove klanice. Mašine u ovoj fabrici su uglavnom poticali od mađarskih reparacija. Ovo preduzeće je nakon nekoliko godina ušlo u sastav fabrike lekova "Galenika".
Na istočnijem delu terena je 1946. podignuto preduzeće za proizvodnju medicinskih uređaja "Sutjeska". Objekte "Belog orla" je preuzela fabrika kože "Filip Kljajić" (Đure Đakovića tj. Poenkareova 100).
Višespratna glavna klanička zgrada i kancelarijska zgrada orijentisana ka Bulevaru despota Stefana imaju status dobra pod prethodnom zaštitom.

## Literatura
- Саша Михајлов, Настанак и развој индустријске зоне на десној обали Дунава у Београду од краја 19. до средине 20. века, Београдско наслеђе, стр. 93 и 96-99 (pristupljeno 3. 7. 2013)

## Spoljašnje veze
- "Vreme", 6. feb. 1938, str. 8. digitalna.nb.rs (članak o potrošnji mesa)
- "Vreme", 11. feb. 1938, str. 5. digitalna.nb.rs (foto unutrašnjosti)
- "Politika", 21. nov. 1936 (foto stočne pijace)